# Coelometopon minipunctum
Coelometopon minipunctum är en skalbaggsart som beskrevs av Perkins 2005. Coelometopon minipunctum ingår i släktet Coelometopon och familjen vattenbrynsbaggar. Inga underarter finns listade i Catalogue of Life.